# Пилипчук, Константин Андреевич
Константин Андреевич Пилипчук (род. 1986) — многократный чемпион мира и Европы по спортивной акробатике, Заслуженный мастер спорта России.

## Биография
Заниматься акробатикой начал в 1995 году в возрасте 9 лет. Его первыми тренерами были Сухарев Владимир и Ткаченко Михаил. В 1998 году начал выступать в акробатике в паре с Дудченко Алексеем.
С 2006 года Константин Пилипчук входит в состав сборной России по спортивной акробатике.
В настоящее время — профессиональный фотограф.

## Заслуги
- - Чемпион Мира 2006, 2008, 2010, 2012 и 2014 годов.
  - Чемпион Европы 2007, 2009, 2010 и 2013 годов.
  - Чемпион Финала Кубка Мира 2007 и 2009 годов.
  - Серебряный призёр Всемирных игр 2009 года и победитель Всемирных игр 2013 года.
  - Лучший спортсмен г. Ростова-на-Дону 2007 и 2008 годов.